# A Rádio do Chico Bento
A Rádio do Chico Bento é um filme brasileiro de 1989, estrelado pela Turma da Mônica e lançado em VHS pela Trans Vídeo. Assim como Mônica e Cebolinha – No Mundo de Romeu e Julieta (1978), tinha os personagens interpretados por atores com máscaras. Foi o último filme com atores reais da série antes de Turma da Mônica: Laços.

## História
Chico Bento opera sua estação de rádio, com a assistência do sonoplasta Turcão. Mônica, Cebolinha, Cascão e Magali participam da programação, que inclui uma versão de Chapeuzinho Vermelho, e dois comerciais, um para esparadrapo Tapaboca e outro para um remédio contra disenteria - uma rolha.

### Músicas
- Eu digo Tchau (paródia de Twist and Shout)
- Protesto do Cebolinha
- Tema da Magali
- Vamos deixar de poluir (também tocada um remake no filme CG5)
- Desafio
- Tema do Chico Bento

## Elenco
- Ângela Codeço / Eliane Rosângela... Mônica
- Silvana Cardoso / Bia Domênico... Magali
- Roberto Guimarães... Chico Bento
- Lauro Lemos... Cascão
- Luis Pedrosa... Cebolinha
- Mauricio de Sousa... ele mesmo

### Vozes
- Marli Bortoletto... Mônica
- Angélica Santos... Cebolinha
- Elza Gonçalves...Magali
- Paulo Cavalcante...Cascão
- Dirceu Oliveira...Chico Bento